# Meløy kommun
Meløy kommun (norska: Meløy kommune) är en kommun i regionen och landskapet Salten, belägen mitt i Nordland fylke, cirka 120 kilometer söder om staden Bodø i norra Norge. Kommunens centralort är tätorten Ørnes.

## Administrativ historik
Meløy kommun upprättades den 1 januari 1884 genom utbrytning ur Rødøy kommun. Kommunen hade 2 696 invånare vid upprättandet. Från början låg administrationen på ön Meløya, men 1952 flyttades den till den nuvarande centralorten Ørnes.

## Näringsliv
I Meløy kommun livnär man sig av industri, fiske med dess kringnäringar och serviceverksamhet. Här finns ett av Europas största vattenkraftverk och uppe i fjällen finns flera stora vattenmagasin.

## Tätorter
I Meløy kommun finns fyra tätorter:
- Eidbukta
- Glomfjord
- Reipå
- Ørnes (centralort)

## Socknar
Inom Norska kyrkan är Meløy kommun indelad i tre socknar:
- Fore og Meløy socken
- Glomfjords socken
- Halsa socken

Socknarna ingår i Bodø domprosteri i Sør-Hålogalands stift.

## Bilder

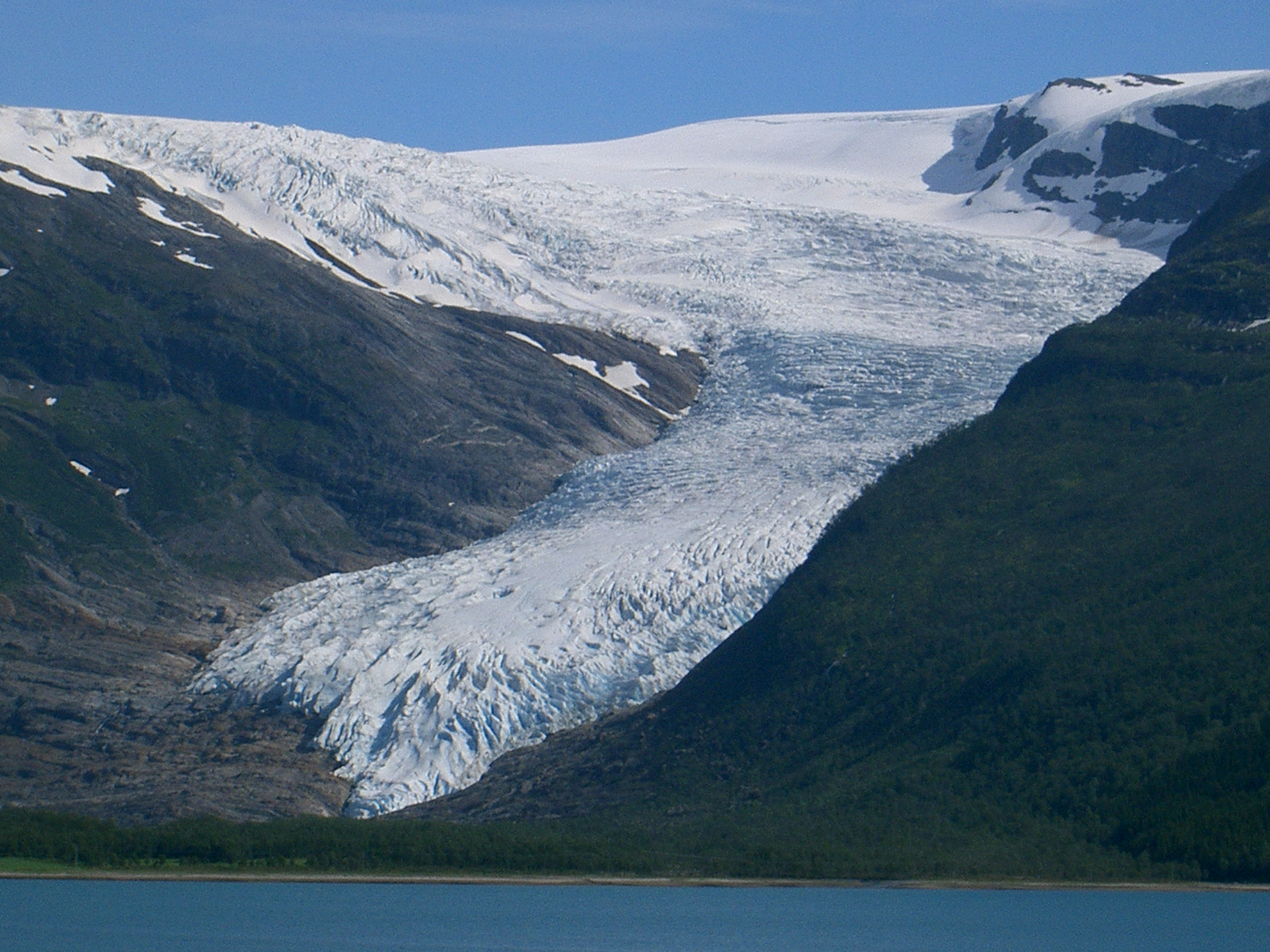
Engabreen, en del av Svartisen.
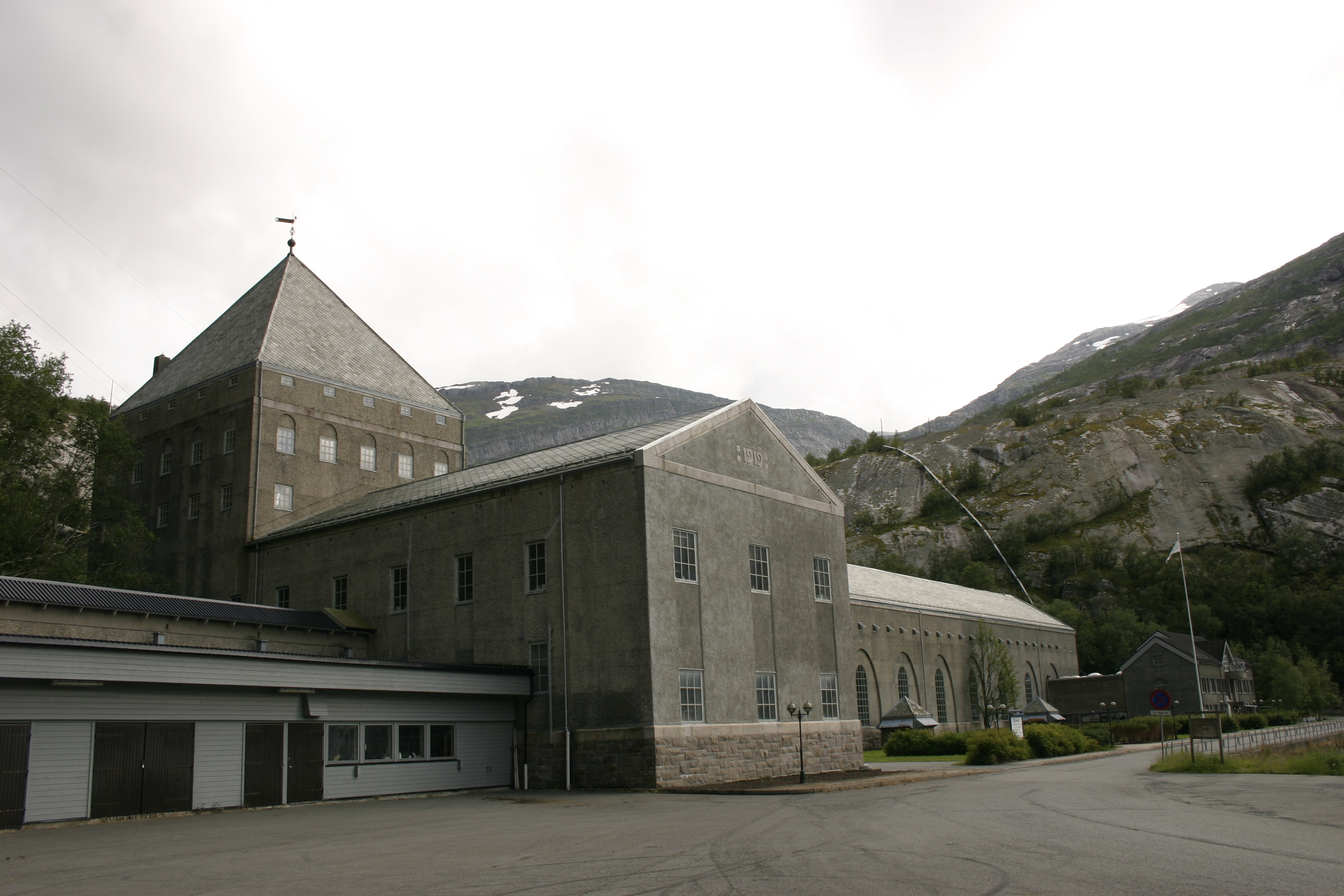
Vattenkraftverket i Glomfjord.
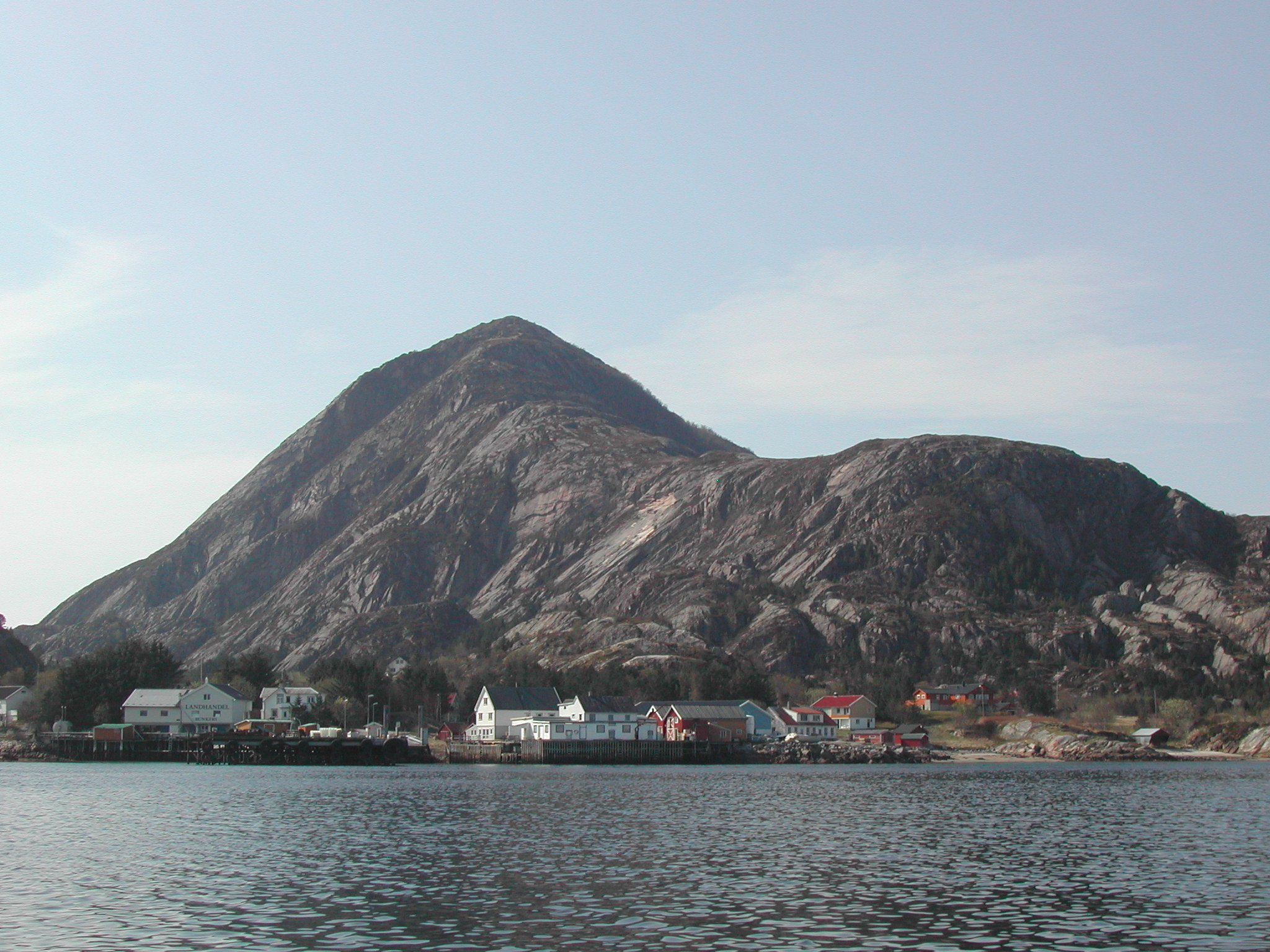
Ön Bolga.